# Arnim Regenbogen
Arnim Regenbogen (* 2. Februar 1939 in Berlin) ist ein deutscher Philosoph und außerplanmäßiger Professor im Ruhestand an der Universität Osnabrück.

## Leben
Regenbogen studierte von 1958 bis 1966 Philosophie, Soziologie und Geschichte in Berlin und Tübingen. Er promovierte 1968 an der Freien Universität Berlin und war anschließend Assistent im Fach Philosophie an der Pädagogischen Hochschule Osnabrück. Als die Hochschule in die Universität Osnabrück überging, wurde Regenbogen 1974 Akademischer Rat, 1978 Akademischer Oberrat. Nach der Habilitation 1993 in Osnabrück erhielt er dort im Folgejahr eine Hochschuldozentur und wurde 1995 zum außerplanmäßigen Professor ernannt. Die Universität Osnabrück wählte ihn 1997 zum Vizepräsidenten.
Regenbogen hat unter anderem über philosophische Gerechtigkeit, sozialwissenschaftliche Werte und Didaktik des Ethikunterrichts geforscht. Er gehört der Interdisziplinären Forschungsstelle Werte-Bildung an. Regenbogen war langjähriges Mitglied der Redaktion der Europäischen Enzyklopädie zu Philosophie und Wissenschaften. Auch nach der Pensionierung ist er in Lehre und Forschung an der Universität Osnabrück aktiv.

## Varia
Heinz Rudolf Kunze schreibt in seiner Autobiographie, dass er von seinem Philosophie-Dozenten Armin Regenbogen 1981 das Angebot zu einer Doktorarbeit über Spinoza erhalten habe.

## Veröffentlichungen
- Sartres Theorie der Intersubjektivität. (Dissertation, FU Berlin, 1968).
- Sozialisation in den 90er Jahren. Lebensziele, Wertmaßstäbe und politische Ideale bei Jugendlichen. Leske und Budrich, Opladen 1998, ISBN 3-8100-1896-1 (Habilitationsschrift, Universität Osnabrück, 1993).
- Wörterbuch der philosophischen Begriffe. Begründet von Friedrich Kirchner und Carl Michaëlis, fortgesetzt von Johannes Hoffmeister, vollständig neu herausgegeben von Arnim Regenbogen und Uwe Meyer. Meiner, Hamburg 1998.
- Chronik der philosophischen Werke. Von der Erfindung des Buchdrucks bis ins 20. Jahrhundert. Meiner, Hamburg 2012, ISBN 978-3-7873-2146-9.